# 무에즈 하센
무에즈 하센(아랍어: معز حسن, Mouez Hassen, 1995년 3월 5일 ~ )은 튀니지의 축구 선수로 현재 튀니지 리그 프로페시오넬 1의 클뢰브 아프리캥에서 골키퍼로 활약하고 있다.